# 廣象戯 (朝鮮)

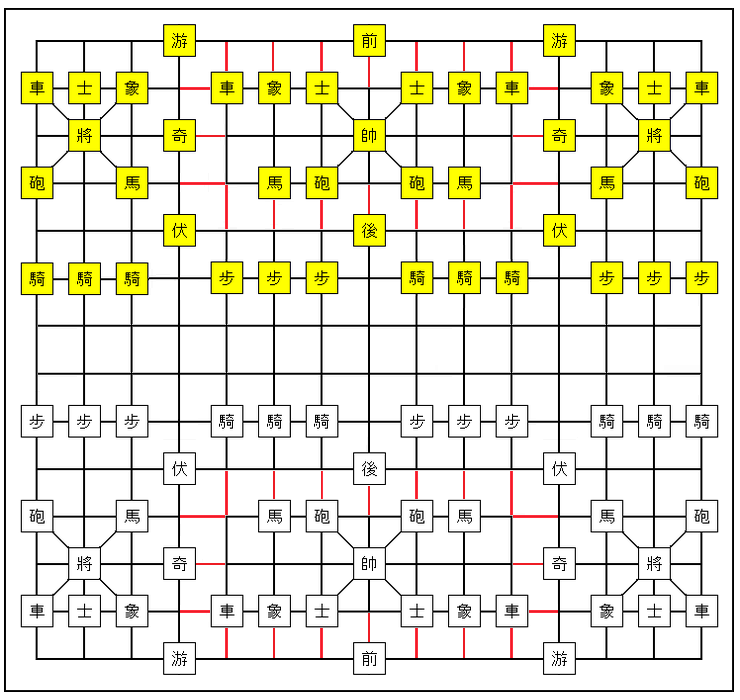
廣象戯

廣象戯（広象戯、광상희〈クァンサンヒ〉）は、18世紀、朝鮮王朝時代の南有容（남유용）が『雷淵集』「廣象戯志」に記載した朝鮮象棋（チャンギ）の変種である。
中国象棋（シャンチー）にも同名の変種が存在するが、こちらは19路の囲碁盤を使用する。

## 道具
盤は縦15路、横14路。それぞれの端に3個の九宮がある。
追加の駒は、元帥、前鋒、後将、奇門、游撃、埋伏、騎の7種類。

## ルール
- 元帥は九宮から出ることはできない。
- 前鋒の動きは不明。内営に入ることができない。
- 後将の動きは不明。内営を離れることができない。
- 騎、前方斜め前に1マス。
- 游撃、斜めに2マス。河を超えることはできない。シャンチーの象と同様の動き。
- 埋伏、斜めに1マス。相手の駒を取るときだけ動くことができ、すぐに元の位置に戻る。第2の説では、縦に2マス動いてからその方向に斜めに1マス動くか、横に2マス動いてからその方向に斜めに1マス動くとされている。
- 奇門、斜めにいくつでも動けるが、直近の位置から横3線以内を離れられない。
- 敵の元帥を捕えると勝ち。
- その他のルールは不明[1]。